# SM U-39
U-39 – niemiecki okręt podwodny typu U-31. Jeden z najskuteczniejszych niemieckich okrętów podwodnych I wojny światowej. Okręt został zbudowany w stoczni, Friedrich Krupp Germaniawerft w Kilonii. Wodowanie okrętu odbyło się 26 września 1914 roku, a 13 stycznia 1915 roku okręt oficjalnie został włączony w skład Kaiserliche Marine. 
Najsłynniejszym oraz najdłużej służącym dowódcą okrętu był kawaler orderu Pour le Mérite Walther Forstmann.

## Służba
Głównym rejonem operacyjnym okrętu było Morze Śródziemne. Zatopił ponad 157 statków transportowych o łącznej pojemności 404 478 BRT. U-39 ma także na swoim koncie zatopienie brytyjskiego okrętu wojennego o wyporności 1290 BRT, a także uszkodzeniu 6 okrętów transportowych o łącznej pojemności 25 158 BRT.
18 maja 1918 roku U-39 został internowany w hiszpańskim porcie Cartagena po tym jak został poważnie uszkodzony przez okręty eskorty konwoju. Po dokonanych naprawach okręt poddał się oddziałom francuskim 22 marca 1919 roku. Ostatecznie okręt został zezłomowany w stoczni w Tulonie w 1923 roku.
Pomiędzy 1917 a 1918 rokiem jednym z oficerów wachtowych na okręcie był Karl Dönitz, późniejszy dowódca Kriegsmarine oraz ostatni prezydent III Rzeszy.